# گریگوری پک
الدرد گریگوری پِک (به انگلیسی: Eldred Gregory Peck) (زادهٔ ۵ آوریل ۱۹۱۶ – درگذشتهٔ ۱۲ ژوئن ۲۰۰۳) هنرپیشه آمریکایی و یکی از محبوب‌ترین فوق ستارگان سینما در دهه‌های چهل تا هفتاد میلادی بود.
در سال ۱۹۹۹ نام وی توسط بنیاد فیلم آمریکا در ردیف دوازدهم لیست بزرگ‌ترین هنرپیشگان مرد تاریخ قرار گرفت.

## زندگی

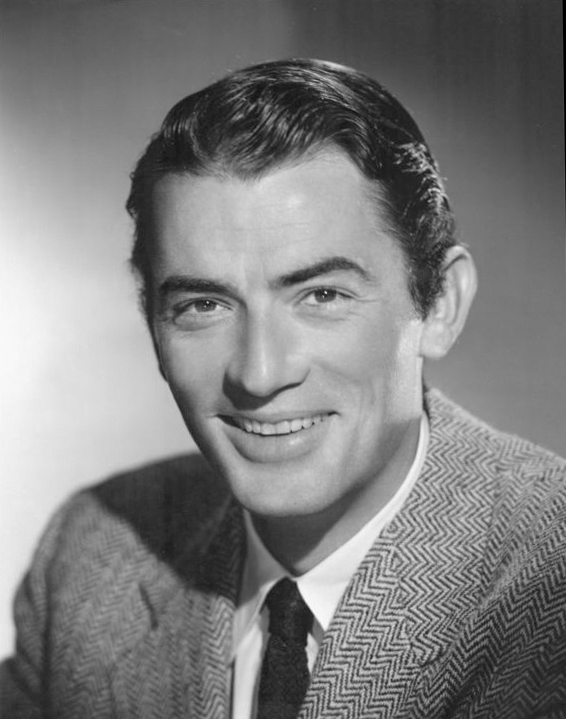
در سال ۱۹۴۸

در شش سالگی پدر و مادرش از هم جدا شدند و سرپرستی او را مادر بزرگش برعهده گرفت. از دانشگاه ایالتی سن دییگو فارغ‌التحصیل شد و سپس به دانشگاه برکلی رفت. بعد از اتمام تحصیلات دانشگاهی راهی تئاتر برادوی شد تا بخت خود را در عرصه بازیگری بیازماید.
پک نخستین نقش خود را در نمایش ستاره صبح (۱۹۴۲) ایفا کرد و پس از آن دیوید او سلزنیک او را برای بازی در فیلم روزهای افتخار (۱۹۴۳) انتخاب کرد. پک در سال ۱۹۴۴ وارد هالیوود شد و تقریباً از همان آغاز به عنوان یک ستاره درخشید. او ظرف پنج سال ۴ بار نامزد دریافت جایزه اسکار بهترین بازیگر شد.
پک اولین نقش مهم خود را در سینما با بازی در فیلم طلسم شده (۱۹۴۵) به کارگردانی آلفرد هیچکاک تجربه کرد. او در فیلم‌های کلاسیک و به یادماندنی کشتن مرغ مقلد (۱۹۶۲)، تعطیلات رمی (۱۹۵۳)، اسب کهر را بنگر (۱۹۶۴) و برف‌های کلیمانجارو (۱۹۵۲) بازی کرد. کاراکتر آتیکوس فینچ در فیلم کشتن مرغ مقلد با بازی گریگوری پک در نظرسنجی بنیاد فیلم آمریکا بهترین و محبوب‌ترین قهرمان در فیلم‌های سینمایی تاریخ هالیوود شناخته شد. پک برای بازی در این فیلم اسکار بهترین بازیگر نقش اول را گرفت.
او از آن دست بازیگرانی بود که نمی‌شد نقش‌های منفی را به آن‌ها سپرد. پک دو بار در نقش منفی بازی کرد؛ یکی در فیلم جدال در آفتاب (۱۹۴۶) و دیگری در فیلم پسران برزیل (۱۹۷۸). نقش کاپیتان در موبی دیک محصول ۱۹۵۶ به کارگردانی جان هیوستن، از نقش‌های پرطرفدار پک بود.
گریگوری پک در سال ۱۹۶۸ جایزه بشردوستانه جین هرشولت را از آن خود کرد. او تقریباً آخرین بازمانده مردان بزرگ هالیوود بود که در دهه ۴۰ درخشیدند. گرینگوی پیر که در سال ۱۹۸۹ منتشر شد، آخرین هنرنمایی پک در سینما بود.
خود او در میان تمام فیلمهایش کشتن مرغ مقلد را از همه بیشتر دوست داشت.
او در سال ۱۹۶۶ به عنوان رئیس کمیسیون بین‌المللی انجمن سرطان آمریکا برگزیده شد. پس از این که اوا گاردنر (ستاره بزرگ سینمای کلاسیک آمریکا) در سال ۱۹۹۰ فوت کرد، یک خدمتکار و سگ او را به ارث برد. در راهپیمایی‌های مارتین لوترکینگ با او همراه می‌شد و پس از ترور لوترکینگ در سال ۱۹۶۸، پک پیشنهاد داد تا مراسم اسکار بعد از مراسم ختم او برگزار شود. در ماه مه سال ۲۰۰۳ و تنها دو هفته قبل از مرگش، بنیاد فیلم آمریکا نقش او، آتیکوس فینج در فیلم کشتن مرغ مقلد را به عنوان «برترین قهرمان پرده‌های سینما در تاریخ» برگزید. ایندیانا جونز در رتبه دوم قرار گرفت و پس از آن جیمز باند سوم شد. به همراه عده‌ای از دوستانش در شهر اجولا (شهری در آنجا به دنیا آمد) تماشاخانه‌ای ساخت و هر وقت که برنامه کاری‌اش به او اجازه می‌داد، نمایشش را به روی صحنه می‌برد تا عطش کار کردن در تئاتر را در خود سیراب کند. در روزهای جوانی، قبل از این که ستاره سینما شود، از طریق «راهنمای سالن کنسرت» و «مدل لباس مجله‌ها» امرار معاش می‌کرد. او و چارلتون هستون که در فیلم کشور بزرگ با هم همبازی بودند، هر دو نقش منفی دکتر جوزف منگل (افسر ستمگر ارتش آلمان نازی) را بازی کردند. پک در فیلم پسران برزیل و هستون در فیلم پدرم، روا آلگوئم. قرار بود در فیلم چارلی و کارخانه شکلات سازی نقش پدربزرگ جو را بازی کند، اما قبل از آغاز پروژه درگذشت. بنا به مصاحبه‌ای بازیگران زن مورد علاقه‌اش آدری هپبورن، اینگرید برگمان و اوا گاردنر هستند. او در ۱۲ ژوئیه ۲۰۰۳ درگذشت.

## زندگی شخصی
پک دو بار ازدواج کرد. بار اول در سال ۱۹۴۲ با گرتا کوکونن، که این ازدواج سیزده سال به طول انجامید و در همان سال جدایی اش از گرتا، یعنی سال ۱۹۵۵ با ورونیک پاسانی ازدواج کرد که تا زمان مرگش در سال ۲۰۰۳ با همسر دومش زندگی کرد. پک از ازدواج اولش سه فرزند دارد و از ازدواج دوم دو فرزند. پسر بزرگش جان پک در سال ۱۹۷۵ با اسلحه خودکشی کرد.

## نقل قول‌ها

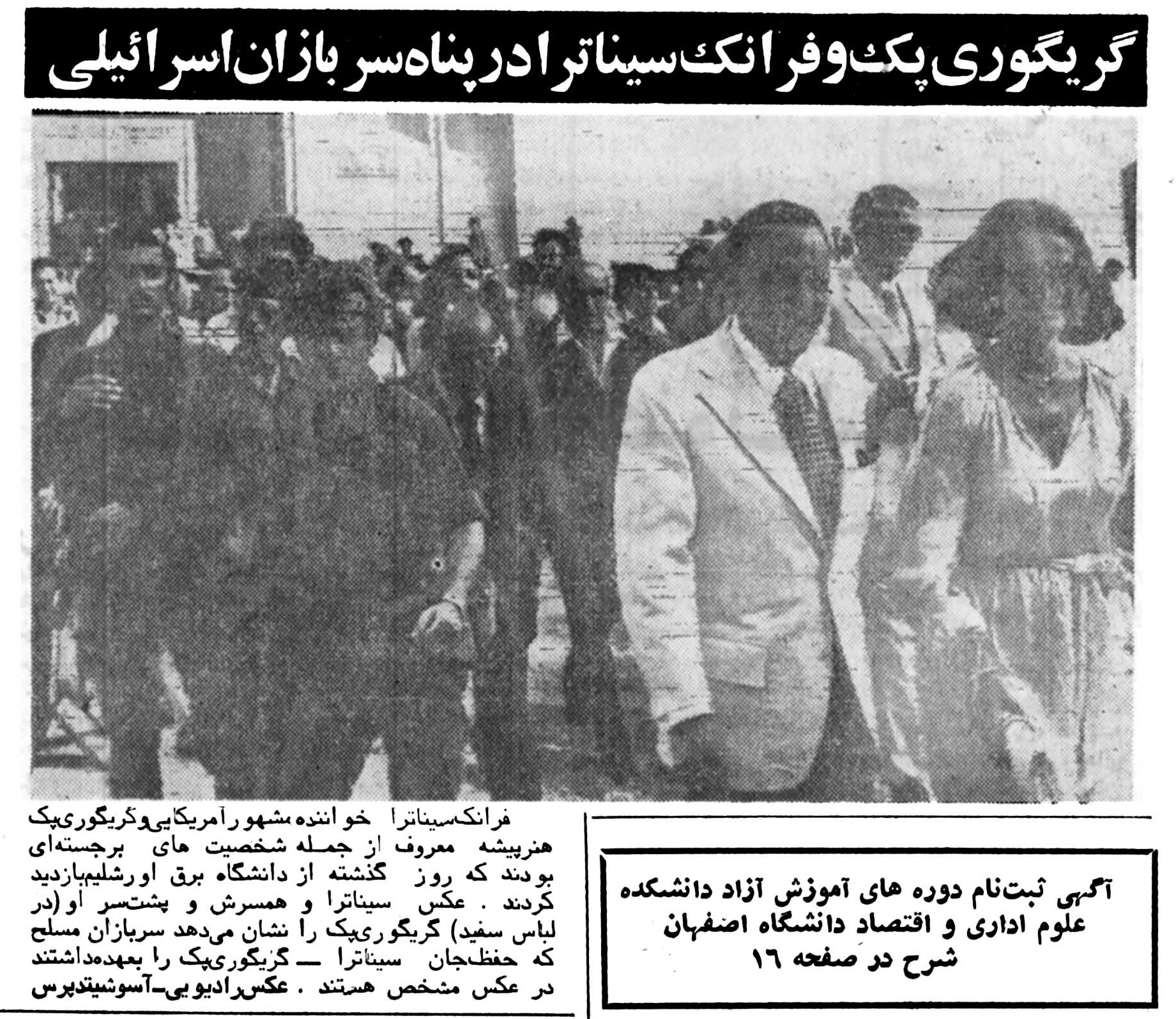
گریگوری پک و فرانک سیناترا در پناه سربازان اسرائیلی

«تو فیلم کشتن مرغ مقلد، من هر چه توان داشتم به کار بردم. همه احساساتم رو و هر چی رو که تو ۴۶ سال زندگی ام دربارهٔ زندگی خانوادگی و روابط پدرا با بچه‌هاشون یادگرفته بودم؛ و همه احساساتم رو دربارهٔ مبارزه با نژادپرستی، ستم گری و حق خوری.»
«می‌گن نقشهای منفی جذاب‌ترن، ولی مسئله این نیست. نقش آدمهای خوب روبازی کردن سخت تره، چون خیلی مشکله که این نقشهارو جذاب بازی کنی.»
«من فقط کارایی رو می‌کنم که دوست دارم. من عاشق بازیگری ام وقتی دارم می‌رم سر فیلمبرداری تو ماشینم آواز می‌خونم. من عاشق کار و زن و بچه و دوستامم. بعضی وقتا به خودم می‌گم: تو آدم خوشبختی هستی گریگوری پک. واقعاً خوشبختی».
«گرگوری پک بهترینه. بعضی‌ها می‌گن که اون گری کوپر دومه، ولی من می‌گم اون گرگوری پک اوله!»
«ایمان یه نیروی خیلی قویه. برای من مثل یه بادنما می‌مونه. خیلی وقتا، زمانی که مشکلات زیادی دارم، ایمان منو از این مشکلات به بیرون راهنمایی کرده و خیلی وقتا، به موفقیت و خوشبختی رسونده.»

## دستمزدها
- روزهای پرافتخار (۱۹۴۴) - ۱۰٫۰۰۰ دلار
- فقط یک دلار (۱۹۵۱) - ۱۰٫۰۰۰ دلار
- اسکناس یک میلیون پوندی (۱۹۵۳) - ۲۵۰٫۰۰۰ دلار
- دشت ارغوانی (۱۹۵۴) - ۲۵۰٫۰۰۰ دلار

## گزیده جوایز
- جایزه اسکار:
  - ۱۹۶۸: جایزه بشردوستانه جین هرشولت
  - ۱۹۶۳: برنده جایزه بهترین بازیگر نقش اصلی مرد برای بازی در فیلم کشتن مرغ مقلد
  - ۱۹۵۰: نامزد دریافت جایزه بهترین نقش اصلی مرد برای بازی در فیلم دوازده ساعت پرواز
  - ۱۹۴۸: نامزد دریافت جایزه بهترین بازیگر نقش اصلی مرد برای بازی در فیلم قرارداد شرافتمندانه
  - ۱۹۴۷: نامزد دریافت جایزه بهترین بازیگر نقش اصلی مرد برای بازی در فیلم گوزن یک‌ساله
  - ۱۹۴۶: نامزد دریافت جایزه بهترین بازیگر نقش اصلی مرد برای بازی در فیلم کلیدهای پادشاهی
- جشنواره بین‌المللی فیلم برلین: ۱۹۹۳: برنده جایزه افتخاری خرس طلایی
- جشنواره فیلم کن: ۱۹۸۹: برنده جایزه ویژه
- رامی: ۱۹۹۸: نامزد دریافت جایزه بهترین بازیگر نقش مکمل مرد مجموعه‌ها یا فیلم‌های تلویزیونی برای بازی در فیلم موبی دیک
- جایزه گلدن گلوب:
  - ۱۹۹۹: برنده جایزه بهترین بازیگر نقش مکمل مرد مجموعه‌ها یا فیلمهای تلویزیونی برای بازی در فیلم موبی دیک
  - ۱۹۷۹: نامزد دریافت جایزه بهترین بازیگر مرد برای بازی در فیلم پسران برزیل
  - ۱۹۸۷: نامزد دریافت جایزه بهترین بازیگر مرد برای بازی در فیلم مک‌آرتور
  - ۱۹۶۹: برنده جایزه سیسیل بی دمیل
  - ۱۹۶۴: نامزد دریافت جایزه بهترین بازیگر مرد برای بازی در فیلم کاپیتان نیومن ام.دی.
  - ۱۹۶۳: برنده جایزه بهترین بازیگر مرد برای بازی در فیلم کشتن مرغ مقلد
  - ۱۹۵۵: برنده جایزه هنریتا
  - ۱۹۵۱: برنده جایزه هنریتا
  - ۱۹۴۶: برنده جایزه بهترین بازیگر مرد برای بازی در فیلم گوزن یک‌ساله
- ۱۰۰ سال... ۱۰۰ ستاره به انتخاب بفا